# Goupana
Goupana ist ein zu Pabré gehörendes Dorf (village administratif) in der Provinz Kadiogo (Region Centre).
Der Ort liegt unweit der Nationalstraße 22 nördlich der Hauptstadt Ouagadougou und hat 2578 Einwohner, hauptsächlich Mossi und Fulbe.

## Söhne und Töchter des Ortes
- Clément Sawadogo (Minister für Territoriale Verwaltung und Dezentralisation)